# 樊王家 (萬曆甲辰進士)
樊王家（1571年—?），字荩卿，號忠虞，湖廣承天府潛江縣人，明朝政治人物。

## 生平
登萬曆十九年（1591年）辛卯科湖廣鄉試第三十四名舉人，三十二年（1604年）甲辰科三甲五十六名進士，吏部观政，授玉山知县，三十四年调任定海知县，四十年降广东布政司都事，四十二年升四川长寿知县，四十四年升南京刑部主事，四十六年升河南司郎中。
天啓元年（1621年）升潮州府知府，廉正執法，裁抑豪右，民賴安輯。其後任李栻，晉江人，治尚簡易，尤精鹺政，不致於繁苛擾民，一嚴一寛，皆有功於潮郡。四年升廣東按察司副使。天启五年（1625年）十二月，尚寶司卿吳殿邦疏參原任潮州府知府樊王家、巡按廣東御史陳保泰，被削籍為民。崇禎元年復職，二年升四川按察使，四年考察去職。

## 家族
曾祖樊显谟，貢士；本生曾祖樊显宗。祖父樊策，父樊之彦，母周氏。永感下。娶刘氏，继娶赵氏。

## 引用
1. ↑  《万历三十二年甲辰科进士履历便览》：樊王家，忠虞，辛未三月十七日生，辛卯科举人，吏部政，授玉山知县，丙午调定海，壬子降广东布政司都事，甲寅升长寿知县，丙辰升南刑部主事，升河南司郎中，辛酉升潮州知府。曾祖显谟，本生曾祖显宗，祖策，父之彦，母周氏。娶刘氏，继娶赵氏。
2. ↑  《明憙宗实录》:先是王家守潮時，以殿邦族親僮僕多不法，申呈保泰逮捕吳耑一、蔡明虞等寘之法，株連多人，王家既察處，保泰亦年例外轉，至是殿邦具疏言樊王家則房可壯之同年死友也，陳保泰則投拜鄒元標之門生也，朋謀害臣，用門子李榮、塘報吳光等採訪臣家戚屬姓名，非刑考掠，系累淹禁，一案而擬一絞四斬九軍五十八徒，異冤異慘。今奉恩詔，臣家族屬所罹正與赦款相合，乞概與矜赦。因訐樊王家私抽廣濟橋商稅三年共十萬餘兩，李榮等索詐良民各有萬金，乞行追究。得旨：樊王家逄迎權黨，誣害鄉紳，借名窩訪，打死多命，故入人罪，冤慘異嘗，且違禁抽稅至十萬餘兩，好生貪縱，著削籍為民，仍行廣東巡按御史並衙蠹李榮、吳光提問追贓，具奏其無辜羅織諸人，遵恩詔即與查釋。陳保泰著該部議處。